# Mu'er, Sichuan
Mu'er är en socken i Kina. Den ligger i provinsen Sichuan, i den sydvästra delen av landet, omkring 350 kilometer söder om provinshuvudstaden Chengdu. Antalet invånare är 5 526. Befolkningen består av 2 731 kvinnor och 2 795 män. Barn under 15 år utgör 36 %, vuxna 15-64 år 57 %, och äldre över 65 år 5,0 %.
Genomsnittlig årsnederbörd är 1 233 millimeter. Den regnigaste månaden är juli, med i genomsnitt 279 mm nederbörd, och den torraste är januari, med 6 mm nederbörd.